# 莫西黑德 (佛羅里達州)
莫西黑德（英語：Mossy Head）是位於美國佛羅里達州沃爾頓縣的一個非建制地區。該地的面積和人口皆未知。

## 地理
莫西黑德的座標為30°44′24″N 86°19′12″W / 30.74000°N 86.32000°W，而該地的平均海拔高度為79米（即259英尺）。